# 1411
Năm 1411 là một năm trong lịch Julius.